# One Assassination Under God – Chapter 1
One Assassination Under God – Chapter 1 (englisch für „Ein Attentat unter Gott – Kapitel 1“) ist das zwölfte Studioalbum der US-amerikanischen Rockband Marilyn Manson. Es wurde am 22. November 2024 über das Label Nuclear Blast veröffentlicht.

## Produktion
Das Album wurde von den Bandmitgliedern Marilyn Manson und Tyler Bates produziert.

## Covergestaltung
Das Albumcover zeigt ein von Marilyn Manson selbst gemaltes Bild, auf dem sein grellgeschminktes Gesicht mit ernstem Blick zu sehen ist. Rechts im Bild befinden sich, von oben nach unten geschrieben, die Schriftzüge Marilyn Manson in Rot und One Assassination Under God in Weiß auf schwarzem Grund. Rechts unten steht zudem die rote Anmerkung chapter 1.

## Titelliste
| # | Titel                         | Länge |
| - | ----------------------------- | ----- |
| 1 | One Assassination Under God   | 5:28  |
| 2 | No Funeral Without Applause   | 4:07  |
| 3 | Nod If You Understand         | 4:05  |
| 4 | As Sick as the Secrets Within | 5:36  |
| 5 | Sacrilegious                  | 3:36  |
| 6 | Death Is Not a Costume        | 4:53  |
| 7 | Meet Me in Purgatory          | 4:37  |
| 8 | Raise the Red Flag            | 4:50  |
| 9 | Sacrifice of the Mass         | 6:16  |

## Rezeption
| Professionelle Bewertungen | Professionelle Bewertungen |
| -------------------------- | -------------------------- |
| Kritiken                   |                            |
| Quelle                     | Bewertung                  |
| laut.de                    | [ 2 ]                      |
| metal1.info                | [ 3 ]                      |

Gil Bieler von laut.de bewertete One Assassination Under God – Chapter 1 mit zwei von fünf Punkten. Er nimmt dabei auch Bezug auf die Missbrauchsvorwürfe gegenüber dem Sänger. So lege Manson „zumeist eine formidable Gesangsform an den Tag, wenngleich das andauernde Suhlen in der Opferrolle wirklich grenzwertig ist.“ Auch die Musik wird kritisiert, da „die Arrangements selten zünden.“ „Den ruhigen Tracks fehlt es oftmals an interessanten Momenten oder Widerhaken, die aus der Gleichförmigkeit herausragen. Den aggressiven Parts wiederum fehlt der Biss.“
Bei metal1.info erhielt das Album sieben von zehn Punkten. Rezensent Moritz Grütz bezieht sich dabei ebenso auf die Missbrauchsvorwürfe. So sei „aus dem großen Gesellschaftskritiker und Geschichtenerzähler Marilyn Manson ein um sich selbst kreisender, selbstgefälliger Autobiograf geworden,“ der „keine Gelegenheit auslässt, die Opferrolle zu penetrieren.“ Dagegen wird die Produktion von Tyler Bates gelobt, dem es gelinge „Marilyn Manson nach Marilyn Manson klingen zu lassen.“ Jedoch wirkten viele Songs „geplant, berechnet, und vielfach erprobt,“ wobei ihnen „jedwede Rock-’n‘-Roll-Attitüde“ fehle.

## Chartplatzierungen und Singles
One Assassination Under God – Chapter 1 stieg am 29. November 2024 auf Platz vier in die deutschen Albumcharts ein und belegte in der folgenden Woche Rang 76, bevor es die Top 100 verließ. Ebenfalls die Top 10 erreichte das Album unter anderem in der Schweiz und Österreich.
| ChartsChartplatzierungen       | Höchstplatzierung | Wochen |
| ------------------------------ | ----------------- | ------ |
| Deutschland (GfK)              | 4 (2 Wo.)         | 2      |
| Österreich (Ö3)                | 6 (1 Wo.)         | 1      |
| Schweiz (IFPI)                 | 4 (2 Wo.)         | 2      |
| Vereinigte Staaten (Billboard) | 32 (1 Wo.)        | 1      |
| Vereinigtes Königreich (OCC)   | 36 (1 Wo.)        | 1      |

Am 2. August 2024 wurde der Song As Sick as the Secrets Within als erste Single veröffentlicht. Die zweite Auskopplung Raise the Red Flag erschien am 16. August, bevor am 27. September 2024 das Lied Sacrilegious als dritte Single folgte. Alle drei Songs konnten sich nicht in den Charts platzieren. Zu den Singleauskopplungen sowie zum Titeltrack One Assassination Under God wurden auch Musikvideos gedreht.